# Cloaca (kunst)
Cloaca is een installatie van de Belgische kunstenaar Wim Delvoye.
De Cloaca van Delvoye lijkt op een laboratoriumopstelling met kolven, buizen en bekers en probeert de werking van het menselijk spijsverteringsstelsel zo getrouw mogelijk na te bootsen.